# Wang Meng (scrittore)
Wang Meng (王蒙T, Wáng MéngP; Pechino, 15 ottobre 1934) è uno scrittore cinese.

## Biografia
Nato a Pechino nel 1934, ha aderito quattordicenne alla Lega della Gioventù Comunista Cinese pur tenendo posizioni critiche nei confronti del Partito Comunista Cinese.
Giudizi polemici nei confronti del sistema burocratico cinese sono presenti fin dai primi racconti pubblicati negli anni '50 e non passarono inosservati all'allora presidente Mao Zedong.
Nel 1957 è stato costretto all'esilio nel campo di rieducazione dello Xinjiang apprendendo gli usi e la lingua degli uiguri ed è stato riammesso alla vita pubblica in maniera definitiva soltanto nel 1979.
Ministro della Cultura della Repubblica Popolare Cinese dal 1986 al 1989, durante il suo mandato ha cercato di far uscire il suo paese dall'isolamento culturale, ma ha dovuto rassegnare le dimissioni dalla carica in seguito al supporto della Protesta di piazza Tienanmen.
Tra gli scrittori più celebri in Cina, nel 2015 è stato insignito del prestigioso Premio Letterario Mao Dun per il romanzo Zhe Bian Feng Jing pubblicato 34 anni dopo la sua concezione.
Tradotto in 21 lingue, in Italia, nonostante il "Premio speciale della Giuria" al Premio Mondello del 1987, sono arrivate solo 4 opere.

## Opere tradotte in italiano

### Poesia
- Pensieri vaganti nel Tibet, Milano, Scheiwiller, 1987 traduzione di Vilma Costantini ISBN 88-7644-086-0.

### Romanzi
- Figure intercambiabili (Huodong bianren xing, 1988), Milano, Garzanti, 1989 traduzione di Vilma Costantini ISBN 88-11-66610-4.

### Racconti
- Volete mettere la zuppa agropiccante?, Venezia, Marsilio, 1999 traduzione di Fiorenzo Lafirenza ISBN 88-317-7146-9.
- Nuovi chengyu, Venezia, Cafoscarina, 2004 traduzione di Fiorenzo Lafirenza ISBN 88-7543-039-X.

## Premi e riconoscimenti
Premio Mondello
- 1987 "Premio speciale della Giuria" vincitore con Pensieri vaganti nel Tibet

Awards for Excellent Chinese Biographic Works
- 2013[14]

Premio Letterario Mao Dun
- 2015 vincitore con Zhe Bian Feng Jing